# Sedlice (powiat Preszów)
Sedlice (węg. Szedlice) – wieś (obec) na Słowacji położona w kraju preszowskim, w powiecie Preszów.

## Historia
Pierwsza pisemna wzmianka o miejscowości pochodzi z roku 1330. Została ona założona na początku XIV w. na ziemiach należących do możnego rodu Abów. W XV w. należała do feudalnego "państwa" Richnava. Mieszkańcy zajmowali się rolnictwem, hodowlą bydła, wiejskim rzemiosłem, furmanieniem i wypalaniem wapna.

## Zabytki
- Kościół katolicki z połowy XIX w. z dekoracją malarską autorstwa Jozefa Hanuli[7].